# 牧兰
牧兰（1943年—2009年），内蒙古哲里木盟库伦旗人，蒙古族女高音歌唱家，多次受到毛泽东、周恩来、邓小平、乌兰夫和江泽民等人的接见。牧兰随内蒙古的艺术团先后在国内各地和世界各地的22个国家和地区演出，场次达六千余场，演唱了600多首歌曲，包括《在那百花盛开的草原上》、《草原儿女爱草原》、《草原我的故乡》、《蓝天的诗》、《富饶美丽的内蒙古》、《彩虹》、《萨日那花开红艳艳》、《达古拉》及《诺恩吉雅》等歌曲。

## 扩展阅读
- 蒙古族歌唱家牧兰永别大草原. 网易新闻.</ref>